# Bridetherium
Bridetherium — вимерлий рід морганукодонтів з ранньоюрських відкладень південного Уельсу, Велика Британія. Bridetherium відомий з деяких ізольованих верхніх і нижніх моляриформ. Його було зібрано в кар’єрі Пант у долині Гламорган. Його вперше назвав Вільям А. Клеменс у 2011 році, типовий вид — Bridetherium dorisae. Названий вид на честь раннього палеонтолога з ссавців Доріс Мері Кермак.